# ゴンサーロ・コルサ
ゴンサーロ・コルサ（Gonzalo Ruiz Colsa Albendea、1979年5月11日 - ）は、スペイン・サンタンデール出身の元サッカー選手。現役時代のポジションはMF。
2021年5月から古巣であるラシン・サンタンデールのカンテラでコーディネーターを務めている。

## 略歴
1997-98シーズンにラシン・サンタンデールでデビューし、このシーズンは1試合に出場した。1999年にはセグンダ・ディビシオンのCDログロニェスにレンタル移籍し、5試合に出場した。ラシンに復帰して2年目の1999-2000シーズンはリーグ戦の半分近くの試合に先発出場し、2000-01シーズンは途中出場が多いながらも3得点した。このシーズンでチームが降格してしまい、2001-02シーズンはセグンダ・ディビシオンのアトレティコ・マドリードでプレーした。アトレティコからレンタル移籍したレアル・バリャドリード、RCDマヨルカではいずれも30試合以上に出場し、チームの中心を担った。2006年にラシン・サンタンデールに復帰し、2007-08シーズンは全38試合に出場した。2008-09シーズンは34試合に出場した。2012年にCDミランデスに移籍し、2013年に34歳で現役を引退した。